# Soho, London
För andra betydelser, se Soho.

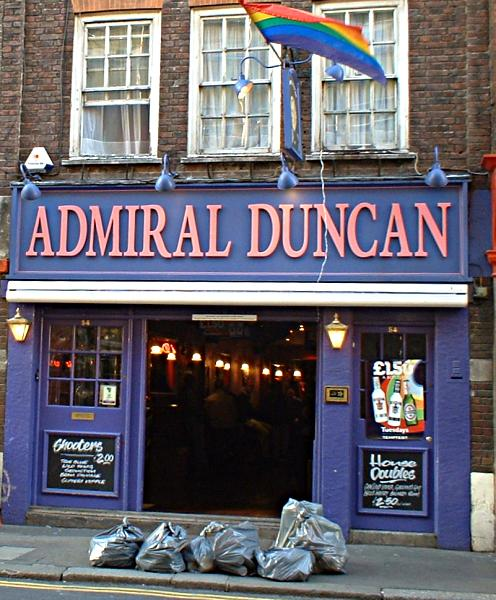
Gaybar på Old Compton Street

Soho är en stadsdel (district) i West End i centrala London. Det är beläget mellan Oxford Street i norr, Regent Street i väster, Piccadilly Circus och Leicester Square i söder samt Charing Cross Road i öster. Soho är mest känt för sina många restauranger och butiker. Området väster om Soho är känt som Mayfair.
I hörnet mellan Poland Street och Broadwick Street finns ett minnesmärke över läkaren John Snow, känd för sina studier av kolerautbrottet i London år 1854, som dödade mer än 600 personer. Intill ligger puben "John Snow" som fått sitt namn efter honom.